# Голечек (лунный кратер)
Кратер Голечек (лат. Holetschek) — крупный молодой ударный кратер в южном полушарии обратной стороны Луны. Название присвоено в честь австрийского астронома Иоганна Холечека (1846—1923) и утверждено Международным астрономическим союзом в 1970 году. Образование кратера относится к позднеимбрийскому периоду.

## Описание кратера
Ближайшими соседями кратера являются кратер Павлов на западе, кратер Леви-Чивита на северо-западе, кратер Гагарин на севере-северо-западе, кратер Расплетин на севере, кратер Врублевский на севере-северо-востоке; кратер Серпинский на востоке, кратер О’Дей на юго-востоке, кратер Зейдель на юге-юго-востоке, а также кратер Жюль Верн на юго-западе. На востоке от кратера находится Море Мечты. Селенографические координаты центра кратера 27°37′ ю. ш. 151°09′ в. д. / 27,61° ю. ш. 151,15° в. д., диаметр 37,8 км, глубина 2,2 км.
Кратер имеет круглую форму с небольшим выступом на юге-юго-востоке, умеренно разрушен. Внутренний склон вала имеет следы обрушения с осыпями у подножия в западной части. Средняя высота вала кратера над окружающей местностью 1010 м, объём кратера составляет приблизительно 1060 км³. Дно чаши кратера сравнительно ровное, отмечено множеством мелких кратеров, не имеет приметных структур. Имеется центральный пик с возвышением около 780 м.

## Сателлитные кратеры
| Голечек | Координаты                                              | Диаметр, км |
| ------- | ------------------------------------------------------- | ----------- |
| N       | 30°15′ ю. ш. 150°13′ в. д. / 30,25° ю. ш. 150,21° в. д. | 16,5        |
| P       | 29°59′ ю. ш. 149°34′ в. д. / 29,98° ю. ш. 149,56° в. д. | 15,6        |
| R       | 29°08′ ю. ш. 147°50′ в. д. / 29,13° ю. ш. 147,83° в. д. | 77,8        |
| Z       | 26°19′ ю. ш. 151°07′ в. д. / 26,31° ю. ш. 151,12° в. д. | 26,5        |

- Образование сателлитного кратера Голечек R относится к нектарскому периоду[5].
- Образование сателлитного кратера Голечек Z относится к эратосфенскому периоду[5].